# San Antonio, Tantoyuca
San Antonio är en ort i Mexiko.   Den ligger i kommunen Tantoyuca och delstaten Veracruz, i den sydöstra delen av landet, 230 km norr om huvudstaden Mexico City. San Antonio ligger 116 meter över havet och antalet invånare är 263.
Terrängen runt San Antonio är platt, och sluttar söderut. Runt San Antonio är det ganska tätbefolkat, med 72 invånare per kvadratkilometer. Närmaste större samhälle är Tantoyuca, 8,1 km nordväst om San Antonio. Trakten runt San Antonio består till största delen av jordbruksmark.